# Lisa Nandy
Pour les articles homonymes, voir Nandy (homonymie).
Lisa Eva Nandy, née le 9 août 1979 à Manchester, est une femme politique britannique qui est députée de Wigan depuis 2010. 
Elle est secrétaire parlementaire privé de Tessa Jowell de 2010 à 2012 et ministre fantôme des organismes de bienfaisance de 2012 à 2015. Elle occupe le poste de secrétaire à l'énergie du cabinet fantôme de 2015 jusqu'à sa démission en 2016. 
Elle est candidate malheureuse à la direction du Parti travailliste en 2020, qui voit l'élection de Keir Starmer. Elle est Secrétaire d'État à la Culture, aux Médias et aux Sports dans le gouvernement de ce dernier depuis le 5 juillet 2024.

## Jeunesse et carrière
Lisa Eva Nandy est née à Manchester le 9 août 1979, fille de Louise Nandy (née Byers) et de Dipak Nandy, originaire d'Inde,. Son grand-père Frank Byers est un député libéral qui occupe de nombreux postes au sein du Parti libéral, avant d'être créé pair à vie. Elle grandit à Manchester et à Bury, où sa famille s'installe. 
Elle fait ses études à la Parrs Wood High School, une école polyvalente mixte d'East Didsbury à Manchester, suivie du Holy Cross College de Bury,. Elle étudie la politique à l'Université de Newcastle upon Tyne, dont elle est diplômée en 2001, et obtient une maîtrise en politique publique à Birkbeck, université de Londres. 
Elle travaille comme chercheuse et assistante pour le député travailliste Neil Gerrard, puis dans le secteur associatif en tant que chercheuse au Homelessness Charity Centrepoint de 2003 à 2005, et comme conseillère politique principale à The Children's Society de 2005 jusqu'à son élection comme députée en 2010, où elle se spécialise dans les problèmes auxquels sont confrontés les jeunes réfugiés. Elle est également conseillère du commissaire aux enfants pour l'Angleterre et de la commission indépendante pour l'asile,,. Elle est conseillère travailliste pour le quartier de Hammersmith Broadway à Hammersmith et Fulham de 2006 à 2010. En tant que conseillère, elle est membre du cabinet fantôme pour le logement.

## Carrière parlementaire
Elle est sélectionnée comme candidate parlementaire travailliste pour la circonscription de Wigan en février 2010 dans une liste exclusivement féminine. Élue au Parlement le 7 mai 2010, elle est la première femme députée de la circonscription et l'une des premières femmes parlementaires d'origine asiatique,. 
Elle est nommée au comité restreint de l'éducation en juillet 2010 et puis Secrétaire parlementaire privé de Tessa Jowell, la ministre fantôme des Jeux olympiques, en octobre 2010,. En 2012, elle est nommée ministre fantôme de l'Enfance. En octobre 2013, elle est nommée ministre fantôme des organismes de bienfaisance. 
Après la défaite des travaillistes aux Élections générales britanniques de 2015 et la démission subséquente d'Ed Miliband de la tête du parti, les médias indiquent que Nandy se présenterait aux élections à la direction du Parti mais elle refuse et soutient Andy Burnham. En août 2015, Owen Jones déclare qu'il avait encouragé Nandy à se porter candidat à la direction, mais la récente naissance de son fils l'avait empêchée,. Elle est également évoquée comme une possible remplaçante de Jeremy Corbyn comme leader avant les élections générales de 2017, et après les élections générales de 2019 aux élections à la direction du Parti travailliste de 2020. 
En septembre 2015, elle est nommée Secrétaire d'État à l'Énergie et au Changement climatique du cabinet fantôme. Avec de nombreux collègues, elle démissionne de son poste en juin 2016. À la suite de ces démissions, elle est approchée par des députés travaillistes modérés, qui veulent qu'elle se présente contre Jeremy Corbyn lors d'une élection à la direction. Elle refuse de se présenter et copréside l'équipe de campagne d'Owen Smith. 
Après la réélection de Corbyn, Nandy annonce qu'elle n'a pas l'intention de retourner au premier plan sans la réintroduction des élections du Cabinet fantôme, qui ont été abolies par Ed Miliband en 2011 (la dernière élection ayant eu lieu en 2010). Elle évoque aussi les représailles qu'elle a subis pour ne pas avoir soutenu Corbyn, qu'elle décrit comme la laissant "réellement effrayée". Elle compare son traitement à celui qu'elle a reçu de l'extrême droite lors de sa première campagne pour devenir député de Wigan en 2010. 
En 2018, elle créé le Centre for Towns, un groupe de réflexion axé sur les villes. 
En janvier 2020, elle annonce son intention de se présenter pour succéder à Jeremy Corbyn à la tête du Parti travailliste aux élections à la direction de 2020, affirmant qu'elle voulait « ramener le Labour » dans ses bastions traditionnels,. Elle est considérée comme plus à droite que ses adversaires Keir Starmer et Rebecca Long Bailey. C'est finalement Keir Starmer qui est élu.

## Vie privée
Le partenaire de Nandy, Andy Collis, est consultant en relations publiques. Elle a un fils, né à l'infirmerie de Wigan en avril 2015. 